# Johannes Luther (Germanist)

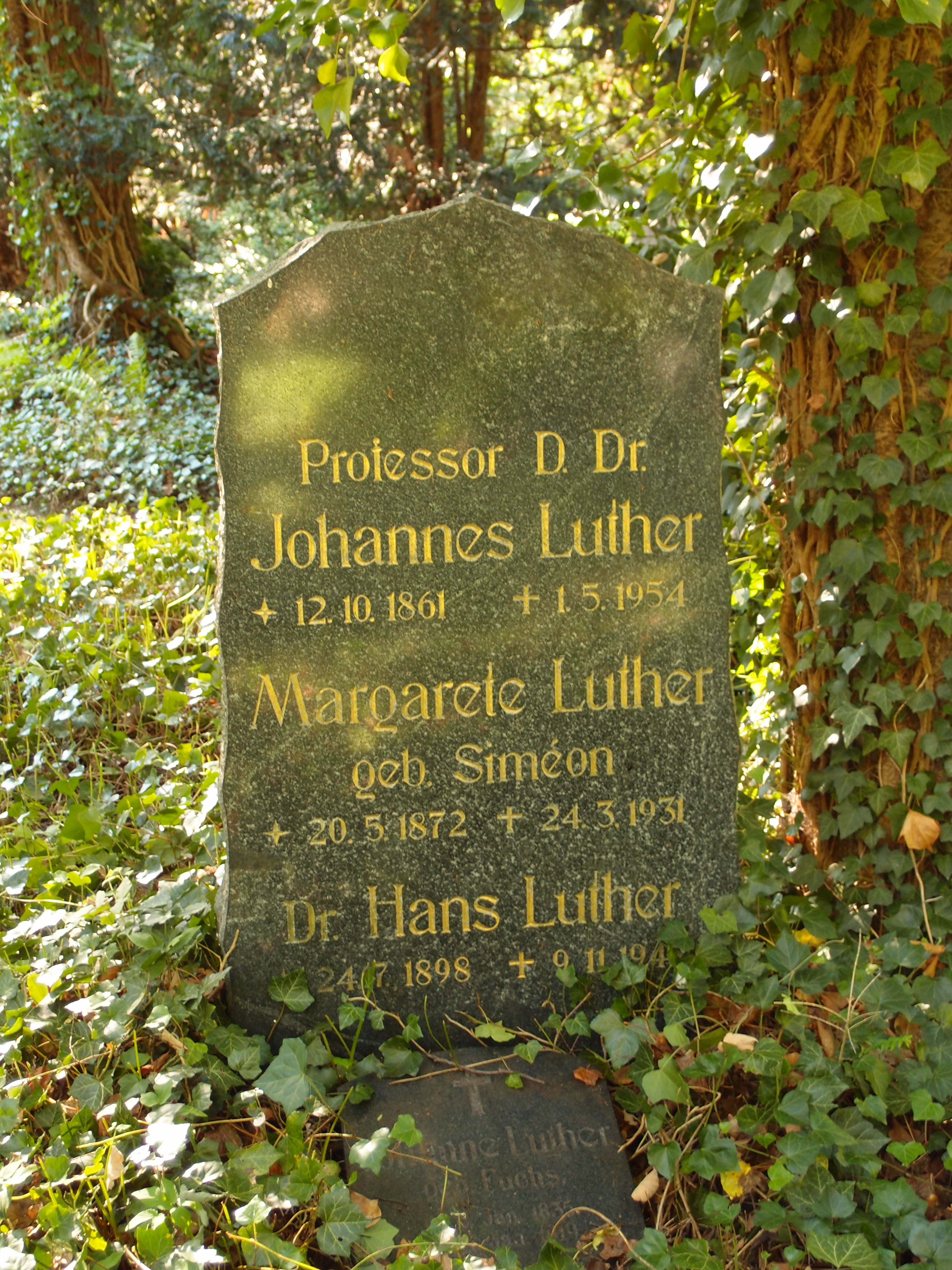
Grab von Johannes Luther auf dem Alten Friedhof in Greifswald

Karl Christian Martin Johannes Luther (* 12. Oktober 1861 in Seehausen (Altmark); † 1. Mai 1954 in Greifswald) war ein deutscher Germanist und Bibliothekar.

## Leben und Wirken
Johannes Luther stammt von Jakob Luther, einem jüngeren Bruder des Reformators Martin Luther, ab. Johannes Luther besuchte das Gymnasium in Salzwedel und studierte ab 1881 an der Friedrich-Wilhelms-Universität zu Berlin Germanistik, Anglistik und Romanistik. Während seines Studiums wurde er 1882 Mitglied der Landsmannschaft Palaiomarchia Berlin. 1885 absolvierte er die Prüfungen für das Lehramt an höheren Schulen und 1887 promovierte er an der Universität zu Halle mit dem Thema „Die Sprache Luthers in der Septemberbibel“. Seine erste Anstellung erhielt er 1887 als wissenschaftlicher Hilfsarbeiter an der Königlichen Bibliothek in Berlin. Im Laufe seiner Arbeit an der Königlichen Bibliothek in Berlin wurde er zum bibliothekarischen Assistenten und schließlich zum Bibliothekar befördert. 1903 wurde Johannes Luther offiziell in den Mitarbeiterkreis der großen Weimarer Lutherausgabe berufen. Im Rahmen dieser Ausgabe betreute er die Bände 10 bis 54. 1908 wurde er als Oberbibliothekar und stellvertretender Direktor an der Universitätsbibliothek Greifswald angestellt, 1921 zum Direktor der Universitätsbibliothek Greifswald ernannt. Nach dem Eintritt in den Ruhestand 1927 war er von 1927 bis 1937 noch als Professor der Bibliothekswissenschaften und Zeitungskunde an der Universität Greifswald tätig; die Berufung zum Professor erfolgte allerdings bereits 1912.
Er war zeitweilig Mitherausgeber der „Jahresberichte über Erscheinungen auf dem Gebiete der germanischen Philologie“ und veröffentlichte zahlreiche Arbeiten zur Buchkunde, zur Geschichte des Buchdrucks, zum Reformator Martin Luther und zur Zeitungsgeschichte in Pommern. In seiner Berliner Zeit leistete er mit seiner Arbeit „Über den Namen Salzwedel“ einen Beitrag, der zwar in seinem Gesamtwerk eher eine Außenseiter-Rolle spielt, für die Deutung des Ortsnamens aber bis heute grundlegend ist. Ebenso veröffentlichte er in Greifswald mehrere Beiträge zur Stadtgeschichte, so 1910 „Über Altertümer und Straßennamen in Greifswald“ und später „Eine schwedische Felddruckerei in Greifswald im Jahre 1806“.
1917 wurde Johann Luther von der Theologischen Fakultät der Universität Greifswald ehrenhalber zum Doktor der Theologie ernannt. Anlässlich seines 70. Geburtstages am 12. Oktober 1931 erhielt er die Ehrenbürgerwürde der Stadt Greifswald und anlässlich seines 80. Geburtstages die Goethe-Medaille für Kunst und Wissenschaft.

## Werke (Auswahl)
- Die Sprache Luthers in der Septemberbibel, Halle: Druck v. H. Hoffmann, Salzwedel 1887.
- Zum Physiologus. In: Zentralblatt für Bibliothekswesen, Jg. 7 (1890), S. 382 (Digitalisat)
- Die Reformationsbibliographie und die Geschichte der deutschen Sprache, Berlin: Reimer 1898.
- (gemeinsam mit Heinrich Meisner) Die Erfindung der Buchdruckerkunst. Zum fünfhundertsten Geburtstage Johann Gutenbergs, Bielefeld u. a.: Velhagen & Klasing 1900 (Monographien zur Weltgeschichte; 11) (Digitalisat).
- Die Beziehungen Dr. M. Luthers zur Wartburg und Koburg, Berlin: Ernst, 1900.
- Der Buchdruck und Buchschmuck der alten Meister, Berlin: Hofmann, [1901].
- Die Titeleinfassungen der Reformationszeit, Leipzig: Haupt 1909–1913.
- Aus der Druckerpraxis der Reformationszeit, Leipzig: Harrassowitz 1910.
- Neue Wege der Lutherbibliographie, Weimar: Böhlau 1910.
- Studien zur Bibliographie der Kirchenpostille M. Luthers, Leipzig: Harrassowitz, 1915.
- Luther. Gedenkbuch, Leipzig [u. a.]: Grethlein 1917.
- Martin Luthers Auslegung des 90. Psalms. Ein literarischer Festgruß der Wittenberger Theologen an die Königin von Dänemark im Jahre 1548, Berlin: Breslauer 1920 (Bibliographien und Studien; 2).
- Gelehrtenarbeit und Verlagstätigkeit in Greifswald hauptsächlich in der 1. Hälfte des 19. Jahrhunderts, Greifswald: Ratsbuchhandlung L. Bamberg 1924.
- Pommersche Zeitungen aus der Zeit des Dreißigjährigen Krieges, Greifswald: Abel 1928 (Aus den Schätzen der Universitätsbibliothek zu Greifswald; 3)
- Der „Bericht durch Pommern“. Die älteste bisher bekannte pommersche Zeitung vom Jahre 1636, Stettin: Hessenland 1930.
- Johannes Luther, des Reformators ältester Sohn, Berlin, Leipzig: de Gruyter 1930 (Greifswalder Studien zur Lutherforschung und neuzeitlichen Geistesgeschichte; 1).
- Vorbereitung und Verbreitung von M. Luthers 95 Thesen, Berlin: de Gruyter 1933 (Greifswalder Studien zur Lutherforschung und neuzeitlichen Geistesgeschichte; 8).
- Legenden um Luther, Berlin: de Gruyter 1933 (Greifswalder Studien zur Lutherforschung und neuzeitlichen Geistesgeschichte; 9)